# Dervio
Dervio är en ort och kommun i provinsen Lecco i regionen Lombardiet i Italien. Kommunen hade 2 592 invånare (2018).